# Shuri
Shuri（しゅり）は沖縄県出身の歌手。
2021年デビュー。主に影山ヒロノブのバックコーラスで活動している。
高い歌唱力を持ち、各方面から高い評価を受けている。2023年CDデビュー。
ほくそう春まつり2024で影山と一緒にステージ出演。